# Occhi verde veleno
Occhi verde veleno è una miniserie televisiva italiana del 2001, per la regia di Luigi Parisi. È stata trasmessa in prima visione su Rete 4 il martedì 12 e il mercoledì 13 giugno 2001.

## Trama
Federica Felici è un'avvocatessa che si è sempre occupata di piccoli casi di emarginati, ma un giorno si trova a difendere Laura Conti, che fa parte di una delle famiglie più in vista della città, dall'accusa di omicidio.